# David Ktorza
David Ktorza, né en 1876 à Tunis et mort le 30 novembre 1939 à Tunis, est un rabbin tunisien.
Disciple du savant talmudiste Shelomo Dana, il exerce la fonction de grand-rabbin de Tunisie de 1934 à sa mort, succédant ainsi à Yossef Guez.